# Бургундський соус
Бургундський соус (фр. Sauce bourguignonne) — соус французької кухні, на основі червоного вина з цибулею або цибулею-шалот, букетом гарні (петрушка, чебрець та лавровий лист), уварений, проціджений, та змішаний з соусом еспаньйоль або деміглас. Безпосередньо перед подачею його поливають вершковим маслом і злегка приправляють каєнським перцем. Як і у всі соуси з червоного вина, під час приготування в нього можуть додавати гриби, щоб збагатити смак.
Коли соус використовується для супроводу запеченого м'яса або птиці, він готується безпосередньо в сотейнику, де ці продукти готувалися. Цибулю ріпчасту або цибулю-шалот обсмажують на сковороді і додають червоне вино, яке використовується для розчинення та включення залишків від приготування м'яса. Цибулю також можна приготувати одночасно з м'ясом.